# Liste des comtes de Ligny
En 1240, la seigneurie de Ligny-en-Barrois fut donnée en dot par Henri II, comte de Bar à sa fille Marguerite, mariée à Henri V le Blond, comte de Luxembourg.

## Seigneurs de Ligny

### Maison de Luxembourg

Armoiries de Waléran I de Ligny

- 1240-1281 : Henri le Blond, comte de Luxembourg
  - marié en 1240 à Marguerite de Bar (1220 † 1275)
- 1281-1288 : Waléran Ier de Luxembourg († 1288), fils du précédent
  - marié à Jeanne de Beaurevoir

Ce Waleran est l'un des héros du Tournoi de Chauvency de Jacques Bretel (1285)
- 1288-1302 : Henri II de Luxembourg († 1302), fils du précédent
- 1302-1354 : Waléran II de Luxembourg (1275 † 1354), frère du précédent
  - marié à Guyotte(1275 † 1338), châtelaine de Lille

En 1348, les comtes de Ligny relèvent les armoiries des ducs de Berg, une branche aînée de la famille parvenue à extinction

- 1354-1364 : Jean Ier de Luxembourg (1300 † 1364), fils du précédent
  - mariée en 1330 à Alix (1322 † 1346), dame de Richebourg

En 1364, le roi Charles V de France érige Ligny-en-Barrois en comté

## Comtes de Ligny

### Maison de Luxembourg
- 1364-1371 : Guy de Luxembourg (1340 † 1371), fils du précédent
  - marié en 1354 à Mahaut de Châtillon (1335 † 1378), comtesse de Saint-Pol
- 1371-1415 : Waléran III de Luxembourg (1356† 1415), fils du précédent
  - marié en 1380 à Maud Holland († 1391), puis en 1400 à Bonne de Bar († 1400)

### Maison de Bourgogne
- 1415-1430 : Philippe de Bourgogne (1404 † 1430), petit-fils du précédent, fils d'Antoine de Bourgogne et de Jeanne de Luxembourg-Saint-Pol. Duc de Brabant et de Limbourg de 1427 à 1430.

### Maison de Luxembourg
- 1430-1430 : Jeanne († 1430), grand-tante du précédent (fille de Guy de Ligny).
- 1430-1441 : Jean II (1392 † 1441), comte de Ligny et de Guise, petit-fils de Guy de Luxembourg, fils de Jean de Luxembourg (1370 † 1397), seigneur de Beauvoir, et de Marguerite d'Enghien, comtesse de Brienne et de Conversano
  - marié à Jeanne de Béthune († 1449)

À sa mort, le roi de France confisque ses possessions, mais finit par les rendre à titre viager au neveu et héritier de Jean de Luxembourg
- 1441-1475 : Louis de Luxembourg (1418 † 1475), neveu du précédent, fils de Pierre Ier de Luxembourg, comte de Saint-Pol, et de Marguerite des Baux
  - mariée en 1435 à Jeanne de Bar (1415 † 1462), comtesse de Soissons (1415 † 1462), puis en 1466 à Marie de Savoie (1448 † 1475)

### Maison de la Trémoille
Après l'exécution de Louis de Luxembourg, le roi reprend Ligny et le donne à Georges de la Trémoille
- 1476-1481 : Georges de la Trémoille (1427-1481)
  - marié en 1464 avec Marie († 1497), dame de Montauban

### Maison de Bourbon-Roussillon
Georges de la Trémoille meurt sans enfant, et le roi donne Ligny à son gendre, l'amiral de Bourbon
- 1481-1487 : Louis de Bourbon-Roussillon († 1487), dit l'amiral de Bourbon, comte de Roussillon en Dauphiné et de Ligny, fils légitimé de Charles Ier, duc de Bourbon, et de Jeanne de Bournan
  - marié en 1466 avec Jeanne († 1519), fille légitimée de Louis XI
- 1487-1510 : Charles († 1510), fils du précédent, comte de Roussillon et de Ligny
  - marié en 1506 à Anne de la Tour († 1530)

### Maison de Luxembourg
À sa mort, sans fils ni frère, Ligny en Barrois est rendu à Antoine, fils cadet de Louis de Luxembourg
- 1491-1503 : Louis de Luxembourg (1467 † 24 décembre 1503), fils du deuxième mariage en 1466 de Louis de Luxembourg (1418 † 1475), autorisé par René II, duc de Lorraine (1473 † 1508), et de Bar à prendre possession de son comté de Ligny le 24 juin 1491[1].
- 1510-1519 : Antoine († 1519), comte de Roussy, de Brienne et de Ligny, fils de Louis de Luxembourg et de Jeanne de Bar
  - marié à Antoinette de Bauffremont, comtesse de Charny, puis à Françoise de Croy et à Gilette de Coétivy
- 1519-1530 : Charles Ier (1488 † 1530), fils du précédent et de Françoise de Croÿ
  - marié à Charlotte d'Estouteville
- 1530-1557 : Antoine II († 1557), fils du précédent
  - marié en 1535 à Marguerite de Savoie
- 1557-1576 : Jean ((1418 † 1475), 1576[pas clair]), fils du précédent
  - marié à Guillemette de La Marck († 1592), fille de Robert IV de La Marck
- 1576-1608 : Charles (1562 † 1608), fils du précédent
  - marié en 1583 à Marie de Nogaret († 1605)
- 1608-1613 : François († 1613), duc de Piney-Luxembourg, oncle du précédent, fils d'Antoine et de Marguerite de Savoie
  - marié en 1576 à Diane de Lorraine (1558 † 1597), puis en 1599 à Marguerite de Lorraine (1564 † 1625)
- 1613-1616 : Henri (1582 † 1616), duc de Piney-Luxembourg, fils du précédent et de Diane de Lorraine
  - marié en 1597 à Madeleine de Montmorency (1582 † 1615)
- 1616-1680 : Marguerite Charlotte (1607 † 1680), duchesse de Piney-Luxembourg
  - marié en 1620 à Léon d'Albert († 1630), puis à Charles Henri de Clermont-Tonnerre († 1674)
- 1680-1701 : Madeleine Charlotte de Clermont-Tonnerre (1635 † 1701), duchesse de Piney-Luxembourg, fille de la précédente
  - mariée en 1661 avec François Henri de Montmorency, comte de Luxe (1628 † 1695)
- 1701-1719 : Charles de Montmorency (1662 † 1726), duc de Piney-Luxembourg, fils de la précédente

En 1719, le comté est vendu au duc Léopold Ier de Lorraine, qui le rattache au duché de Lorraine.